# Zofia Wirtemberska (1563–1590)
Zofia (ur. 20 listopada 1563 w Stuttgarcie, zm. 21 lipca 1590 w Vacha) – księżniczka Wirtembergii oraz poprzez małżeństwo księżna Saksonii-Weimar.
Urodziła się jako ósma córka (najmłodsze spośród dwanaściorga dzieci) księcia Wirtembergii Krzysztofa i jego żony księżnej Anny Marii.
5 maja 1583 w Weimarze poślubiła księcia Saksonii-Weimar Fryderyka Wilhelma I. Para miała sześcioro dzieci:
- księżniczkę Dorotę Marię (1584–1586)
- księcia Jana Wilhelma (1585–1587)
- księcia Fryderyka (1586–1587)
- księżniczkę Dorotę Zofię (1587–1645)
- księżniczkę Annę Marię (1589–1626)
- syna (1590–1590)